# Nosztalgia

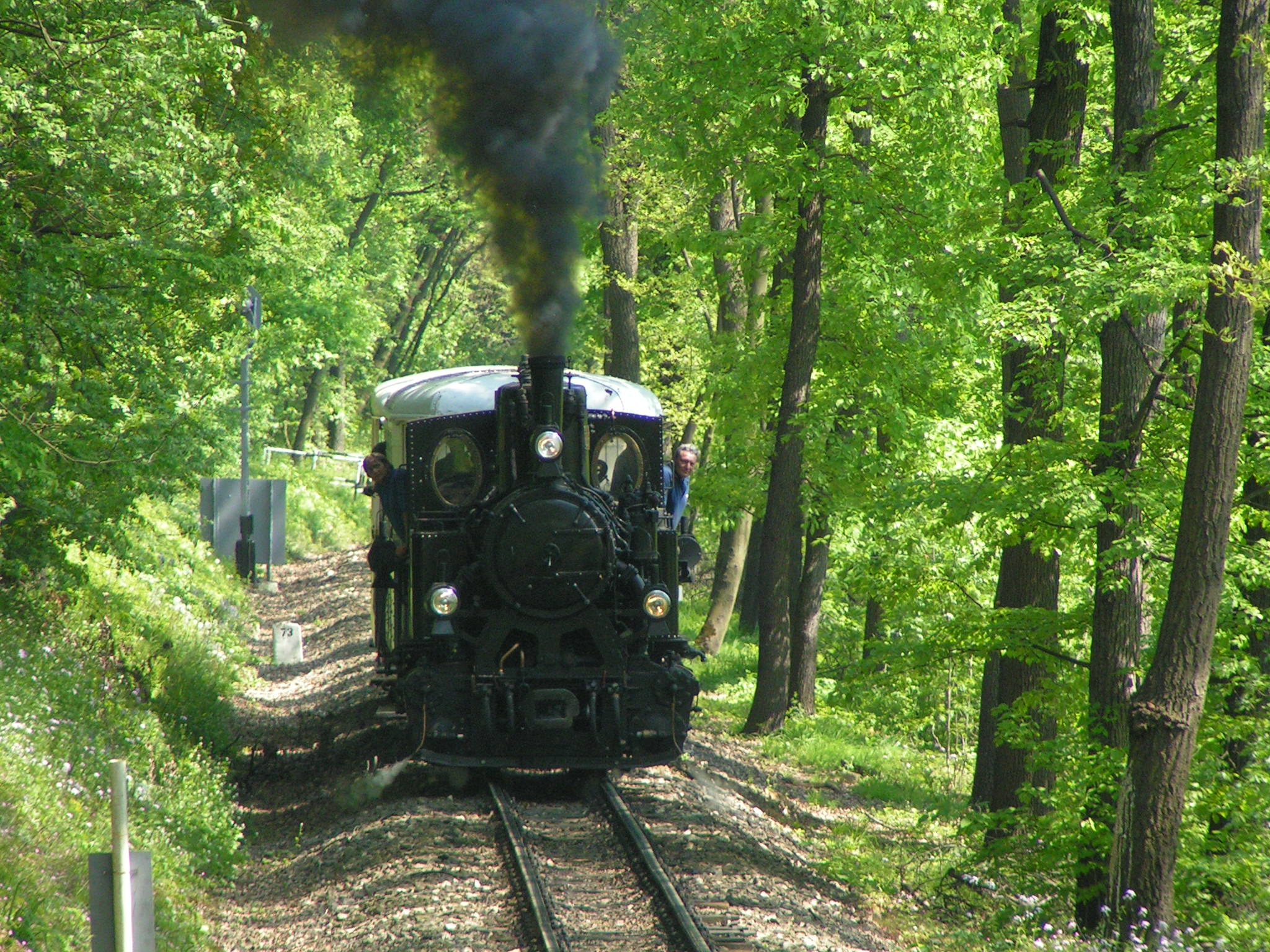
Nosztalgiavasút

A nosztalgia erős vágyakozás egy múltbéli érték, vagy maga a múlt iránt. Általában egy helyre vagy időtartamra szoktak nosztalgiával gondolni. A szó görög eredetű.
A nosztalgia a múlt iránti vágyakozás, az akkori események és lehetőségek visszasírása, főleg a "régi szép idők" és a "kellemes gyerekkor" visszakívánása.
A zene és az időjárás is nosztalgikus érzéseket kelthet.
A nosztalgia fogalma nagyot változott az évek alatt. Mivel a szó gyökerei görögül "hazaérkezést" és "fájdalmat" jelentenek, így a nosztalgiát évszázadokon keresztül potenciálisan legyengítő és halálos orvosi állapotnak tartották, amelytől az ember erős honvágyat érez. A modern nézet szerint a nosztalgia egy független, pozitív érzelem, amelyet gyakran átélnek az emberek. A nosztalgia pozitív pszichológiai funkciókkal is rendelkezik, például növeli a hangulatot, a társadalmi kapcsolatokat és a pozitív önértékelést, és a létezés jelentését is biztosítja. A nosztalgikus emlékek több, mint egy célt szolgálnak, és összességében jutalmazza azokat, akik átélik. Ezek miatt "nosztalgia-hajlékonyság" is kialakulhat egyesekben. 
A nosztalgiát a tanulással és a memória éberen tartásával is azonosítják.